# Gayatri Chakravorty Spivak

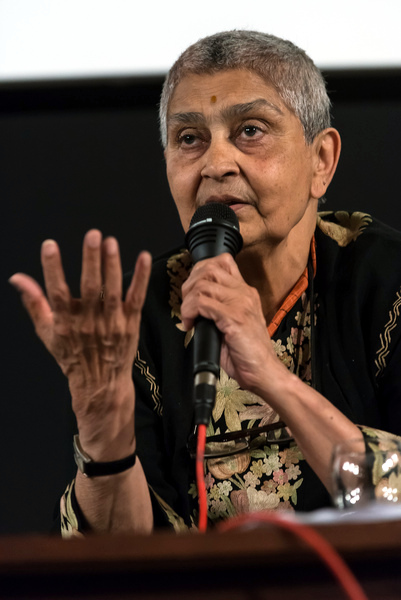
Gayatri Chakravorty Spivak, 2012

Gayatri Chakravorty Spivak (* 24. Februar 1942 in Kolkata) ist eine indisch-amerikanische Literaturwissenschaftlerin. Sie ist Professorin an der Columbia University in New York und ehemalige Direktorin des dortigen Institute for Comparative Literature and Society. Spivak gilt als Mitbegründerin der postkolonialen Theorie. Ihre Arbeitsschwerpunkte sind die Literatur des 19. und 20. Jahrhunderts, der Feminismus und Marxismus, die Dekonstruktion und Globalisierung.

## Leben
Gayatri Chakravorty Spivak entstammt einer Brahmanen-Familie und wurde 1942 in Kolkata (damals Britisch-Indien) geboren. Sie besuchte die St. John’s Diocesan Girls’ Higher Secondary School und absolvierte im Anschluss ihr Studium in englischer und bengalischer Literatur am Presidency College der Calcutta University. 1959 erhielt sie den Bachelorgrad als Jahrgangsbeste. Im gleichen Jahr wechselte sie an die Cornell University (USA), wo sie – gemessen an ihrer Herkunft aus der wohlhabenden indischen Mittelschicht – einen sozialen Absturz und verschiedene Diskriminierungen erfuhr. Dort legte sie 1962 das M.A.-Examen ab.
Während Spivak an der Universität Iowa lehrte, promovierte sie 1967 an der Cornell University bei Paul de Man mit einer Arbeit über William Butler Yeats in vergleichender Literaturwissenschaft. 1976 erschien ihre viel beachtete Übersetzung von Jacques Derridas De la grammatologie, wobei ihr umfangreiches Vorwort häufig als Einführung in das dekonstruktivistische Denken Derridas genutzt wurde. 1978 war sie National Humanities Professor an der University of Chicago, danach Professor und Gastprofessor an einer Reihe anderer US-Universitäten.
In den 1980er Jahren schloss sie sich dem Subaltern Studies Collective um den Historiker Ranajit Guha an. In Zusammenarbeit mit den subaltern studies sucht Spivak eine vermittelnde Position zwischen der traditionellen neomarxistischen kritischen Theorie und postmodernen Ansätzen der Dekonstruktion, die sie beide als ethnozentrisch kritisiert. Ihr Essay Can the Subaltern Speak? (1988) begründete ihren Ruf als Feministin, die sich der existierenden kulturellen und Klassenunterschiede stets bewusst ist.
Seit 1986 fördert sie die Ausbildung landloser Analphabeten in Westbengalen und Bihar, dem ärmsten indischen Bundesstaat.
Seit 1992 lehrt sie an der Columbia University in New York, wo sie 1998 Mitbegründerin des Centre for Comparative Literature and Society war. Daraus ging 2006 das Institute for Comparative Literature and Society hervor, das sie zusammen mit Andreas Huyssen leitete. Seit 2007 ist sie University Professor für Humanities (Geisteswissenschaften) an der Columbia University.
Spivak war zweimal verheiratet, 1964 bis 1977 mit Talbot Spivak (dessen Familiennamen sie seither als Doppelnamen trägt), danach mit dem Historiker Basudev Chatterji. Sie hat keine Kinder.

## Werke und Positionen
Spivak kritisiert in ihren Arbeiten das negative Bild der Kultur der Kolonisierten, das die Kolonialisten zeichnen. Sie hinterfragt die Funktionsweise kolonialer Herrschaft wie auch ganz allgemein der Herrschaft über Unterprivilegierte und denkt über Wege nach, sie zu überwinden. Ein bekannter Aphorismus von ihr lautet: „Unlearning one’s privileges as one’s loss“, mit dem sie aufzeigt, wie die Menschen sich durch ihre Privilegierung von anderem Wissen abschneiden. Die Überwindung des Systems der Privilegien könne ihrer Auffassung nach durch kritisches Hinterfragen der eigenen Positionen, Glaubenssätze und Vorurteile geschehen. Auf der anderen Seite verteidigt sie Formen der Identitätspolitik, die Unterprivilegierte für die Durchsetzung ihrer Interessen für unverzichtbar halten. Dieser „strategische Essentialismus“ stellt für sie ein politisch motiviertes, mit der Einsicht in den Konstruktionscharakter kultureller Eigenarten verbundenes, also reflektiertes Beharren auf gruppenspezifischen, „essentiellen“ Wesenszügen dar.
In ihrem Essay Three Women as Texts and a Critique of Imperialism untersucht Spivak drei von Frauen geschriebene Romane, Jane Eyre von Charlotte Brontë, Wide Sargasso Sea von Jean Rhys und Frankenstein von Mary Shelley. Sie zeigt, dass Literatur, die in einem imperialistischen gesellschaftlichen Kontext entstanden ist, den Imperialismus nicht dadurch untergräbt, dass sie von Frauen verfasst wurde. So spiegeln die Romane von Brontë und Rhys die soziale Mission der Frauen im 19. Jahrhundert wider, die darin bestehe, die wilden, animalischen Männer zu domestizieren und zu zivilisieren. In Frankenstein werde dieser Dualismus jedoch vermieden; die binäre Konstruktion einer English lady und eines namenlosen Monsters werde hier aufgehoben. Auch die „Dritte Welt“ (oder das, was ihr im 19. Jahrhundert entsprach) sei in der von Frauen verfassten Literatur des 19. Jahrhunderts ein Signifikant, der die „soziale Mission“ der imperialistischen Staaten vergessen lasse, durch welche die Dritte Welt erst zu dem gemacht wurde, was sie seither ist. Darin bestehe eine Parallele zum kapitalistischen Warenfetisch, der die Entstehung des Produkts im Arbeitsprozess verschwinden lässt.
Can the Subaltern speak? handelt von der die Situation der „Marginalisierten“ (engl. subalterns, eigentlich: „Untergeordnete“), die angesichts des übermächtigen Herrschaftssystems sprachlos seien oder ungehört und unverstanden blieben. Durch die Wissensproduktion der westlichen Intellektuellen würden die Subalternen am Sprechen gehindert. Spivak kritisiert insofern auch die eloquenten Repräsentationen des westlichen Feminismus und der Menschenrechte, die sich weit von den von ihnen beschützten underclasses des globalen Südens entfernt haben, und setzt dem ein Modell des „subversiven Zuhörens“ entgegen, das zum Lesen und Sprechen ermächtigt. Für sie ist das Erzählen eine wichtige Strategie des Kampfes gegen die Ungerechtigkeit der Welt, aber das Nicht-Erzählte ist nicht identisch mit dem Nicht-Erzählbaren.
In Outside in the teaching machine beschreibt sie die Verwertungsmechanismen der akademischen Lehrmaschine, in der auch kritisches Denken seinen Platz hat, allerdings nur um den Preis, auf seine Anwendbarkeit geprüft zu werden oder zur Effizienzsteigerung beizutragen. Sie dekonstruiert die akademischen Machtstrukturen und befasst sich unter anderem mit Salman Rushdies Satanischen Versen.
Das viele Themen mit Rückgriff auf Jacques Derridas Begriffsschöpfung der Différance behandelnde Buch A Critique of Postcolonial Reason setzt ein mit einer kritisch-ironischen Analyse der Gedanken von Kant (über den „Wilden“ aus der Kritik der Urteilskraft), Hegel (zur „verstandlosen Gestaltungsgabe“ der indischen Kunst in den Vorlesungen zur Ästhetik) und Marx (zur asiatischen Produktionsweise). Diese Konzepte versteht sie als Ausdruck eines patriarchalisch-eurozentrisch Diskurses, der Nichteuropäer für Unwissende hält, die erst mit der europäischen Eroberung in den Raum der Geschichte und des Geistes eintreten, und Frauen gänzlich ignoriert. In den Denksystemen dieser Philosophen sei nach Spivak kein Platz für kulturelle oder Genderdifferenzen, die der Kapitalismus eben nicht einebne wie von Marx vorhergesagt, sondern selbst immer wieder neu produziere. Marx’ Begriff der asiatischen Produktionsweise stehe für die auch von ihm nicht beantwortete Frage, warum sich nicht die ganze Welt linear nach europäischem Vorbild entwickelt habe. Dieses Problem lebt auch in Stalins Reden über die die Ungleichzeitigkeit der Entwicklung, die Nationalitätenfrage und den Multikulturalismus fort. Mao Zedong habe den Gedanken der Verselbstständigung des Überbaus gegenüber der Ökonomie noch radikalisiert, indem er eine Kulturrevolution des Überbaus gefordert habe. Das Telos der auf Steigerung des Tributs gerichteten orientalischen Ökonomien sei nicht der Kapitalismus, sondern die koloniale Ausbeutung gewesen, der diese Ökonomien bis zum heutigen Tag zum Opfer gefallen seien. In Europa hingegen habe sich der Kapitalismus vermutlich nur wegen einer vorübergehenden Schwäche der europäischen wie der angrenzenden außereuropäischen Feudalsysteme entwickelt, die durch die Kreuzzüge wichtige militärische Ressourcen verloren hatten. Marx habe auch nicht erkannt, dass es sich bei dem von ihm wahrgenommenen Anstieg des Anteils der Frauen im kapitalistischen Arbeitsprozess zum großen Teil noch um vorindustrielle Heimarbeit gehandelt habe. Die Aufhebung der Differenzen der verschiedenen Kategorien von Arbeitskraft habe es in der von ihm postulierten Form nicht gegeben. Spivaks Buch enthält aber auch Warnungen vor den Grenzen der Cultural Studies, vor einem naiven Enthusiasmus gegenüber der Dritten Welt (Third Worldism) und gewissen Auswüchsen der globalisierten Kulturindustrie. So beschreibt sie frühzeitig die Gefahren der heraufziehenden Kulturkämpfe. Das Buch beinhaltet eine ironische Auseinandersetzung mit verschiedenen Strömungen der postkolonialen und Kulturtheorie, u. a. mit kulturellem Nativismus, elitärem Poststrukturalismus, urbanem Feminismus, linguistischem Hybridismus und weißem Postkolonialismus.
In Righting Wrongs – Unrecht richten: Über die Zuteilung von Menschenrechten kritisiert sie die Festschreibung ungerechter Verhältnisse vermittels der Bemessung und Zuteilung von Menschenrechten durch den globalen Norden. Da die lokalen Menschenrechtsaktivisten des globalen Südens großenteils Nachkommen der kolonialen Elite sind, erscheint es paradox, wenn die Menschenrechtsaktivisten von den Subalternen verlangen, es sei deren Pflicht, die Menschenrechte einzufordern.
Wie Homi K. Bhabha und Edward Said begreift Spivak das „post-“ nicht als ein „Ende“ des Kolonialismus, sondern betont dessen fortwirkenden Einfluss auf die Identitäten und Realitäten der Gegenwart. Obwohl Vertreterin des dekonstruktivistischen Ansatzes, der Identitäten als konstruiert kennzeichnet, sieht Spivak die Notwendigkeit eines „strategischen Essentialismus“. Sie betont, dass es politisch notwendig sei, sich in Identitäten hineinzudenken – wenn auch nur zeitweise und aus einem strategischen Gesichtspunkt heraus –, um diese Identitäten als notwendig falsch zu entlarven.
Eine bemerkenswerte Wende nahm Spivak in ihrer Essaysammlung An Aesthetic Education in the Era of Globalization (2012) vor. Sie geht davon aus, dass Begriffspaare wie Traditionalismus und Moderne, Kolonialismus und Postkolonialismus zur Kennzeichnung der gegenwärtigen Konfliktlagen nicht mehr ausreichen. Ethik dürfe nicht gegen Ästhetik ausgespielt, die Vielzahl der Sprachen nicht durch die Medien der globalen Kommunikation ausgelöscht werden. Basierend auf ihren Erfahrungen mit der Lehrerausbildung in Indien und anlehnend an Friedrich Schillers Theorie des ästhetischen Erziehung sieht sie in dieser, insbesondere in der Vertiefung der literarischen Erziehung der afrikanischen und asiatischen Intellektuellen, ein Instrument der Herstellung von mehr Gerechtigkeit und Demokratie.

## Ehrungen
Zahlreiche Universitäten verliehen Chakravorty Spivak die Ehrendoktorwürde, darunter die University of Toronto (D.Litt. 1999), die University of London (D.Litt. 2003) und das Oberlin College (Doctor of Humanities, D. Hum. 2008). 2012 wurde ihr der Kyoto-Preis für Kunst und Philosophie zugesprochen. Die Republik Indien zeichnete sie 2013 mit dem Padma Bhushan aus.
2007 wurde sie zum Mitglied der American Philosophical Society gewählt, 2021 zum Mitglied der American Academy of Arts and Sciences und zum Mitglied der British Academy. 2018 zeichnete sie die Modern Language Association of America für ihr Lebenswerk mit dem Lifetime Scholarly Achievement Award aus. 2025 wurde sie mit dem Holberg-Preis ausgezeichnet.

## Kontroverse
Im Mai 2024 war Spivak in eine Kontroverse verwickelt, bei der sie wiederholt die Aussprache des Dalit-Studenten Anshul Kumar korrigierte, der ihr im Rahmen einer Diskussion bei einer Veranstaltung an der Jawaharlal Nehru University in Neu-Delhi eine Frage stellte. Anshul Kumar teilte in einem Dalit-Blog mit, dass er sich durch den Vorfall gedemütigt und beleidigt fühlte. Spivak bemerkte in einem Interview, dass Anshul Kumar sich „nicht als Dalit identifiziert“ habe. Der Dalit-Wissenschaftler Anilkumar Payyappilly Vijayan nannte die Reaktion des Studenten „eine Strategie der Gegengewalt“ gegen „die strukturelle Gewalt, die in das Gebäude der Postkolonialität eingebaut ist, auf dem viele Savarna-Intellektuelle [wie Spivak] bequem Platz gefunden haben“.

## Politische Aktivität
Spivak ist seit 1986 als Aktivistin in der ländlichen Frauen- und Ökologiebewegung Afrikas tätig. Dort leitet sie vor allem Fundraising-Projekte zur sprachlichen Ermächtigung und Sammlung des Wissens armer Familien.

## Schriften
- Must Myself I Remake? The Life and Poetry of W. B. Yeats. 1974
- Three Women's Texts and a Critique of Imperialism. 1985
- In Other Worlds: Essays in Cultural Politics. 1987
- Can the Subaltern Speak? in: Cary Nelson & Lawrence Grossberg (Hrsg.): Marxism and the Interpretation of Culture, University of Illinois Press, Chicago 1988, 271–313, ISBN 978-3-85132-506-5.
- The Post-Colonial Critic. 1990
- Poststructuralism, Marginality, Postcoloniality, and Value. In: Literary Theory Today, hrsg. von Peter Collier und Helga Geyer-Ryan. Bloomington: Indiana University Press, 1990, S. 219–244
- Outside in the Teaching Machine. Routledge, London 1993
- The Spivak Reader. Selected Works of Gayatri Chakravorty Spivak. Hrsg.: Donna Landry & Gerald MacLean. Routledge, London 1996
- A Critique of Post-Colonial Reason: Toward a History of the Vanishing Present. Harvard University Press, 1999, dt. Kritik der postkolonialen Vernunft: Hin zu einer Geschichte der verrinnenden Gegenwart, Kohlhammer, Stuttgart 2013
- Imperative zur Neuerfindung des Planeten. (Imperatives to Re-Imagine the Planet). Passagen, Wien 1999
- Death of a Discipline. Columbia University Press, New York 2003
- Can the Subaltern Speak? Postkolonialität und subalterne Artikulation. Übers. Alexander Joskowicz, Stefan Nowotny, Einl. Hito Steyerl. Turia + Kant, Wien 2007, ISBN 978-3-85132-506-5
- (mit Judith Butler): Who Sings the Nation-State? Language, Politics, Belonging. Seagull, Kalkutta 2007
  - Sprache, Politik, Zugehörigkeit. Übers. Michael Heitz, Sabine Schulz. Diaphanes, Zürich 2007, ISBN 978-3-03734-013-4
- Other Asias. Blackwell, Malden & Oxford 2008
- Righting Wrongs. Über die Zuteilung von Menschenrechten. Übers. Sonja Finck, Janet Keim. Diaphanes, Zürich 2008, ISBN 3-03734-030-4 Vorwort (12 S.)
- An Aesthetic Education in the Age of Globalization. Harvard University Press 2012
- Can there be a Feminist World? Vorlesung am Columbia University Global Center, Amman, Jordanien 2015.
- Spivak Moving, Seagull Books, London 2023, ISBN 978-1-80309-303-1

Übersetzungen
- Jacques Derrida: Of Grammatology (Übersetzung und Einleitung). Johns Hopkins, Baltimore 1976
- Mahasweta Devi: Imaginary Maps (Übersetzung und Einleitung). Routledge, New York 1994
- Mahasweta Devi: Breast Stories (Übersetzung und Einleitung). Seagull Books, Kalkutta 1997
- Mahasweta Devi: Old Women (Übersetzung und Einleitung). Seagull, Kalkutta 1999
- Mahasweta Devi: Chotti Munda and His Arrow (Übersetzung und Einleitung). Blackwell, Oxford 2003